# Ха-Шомер

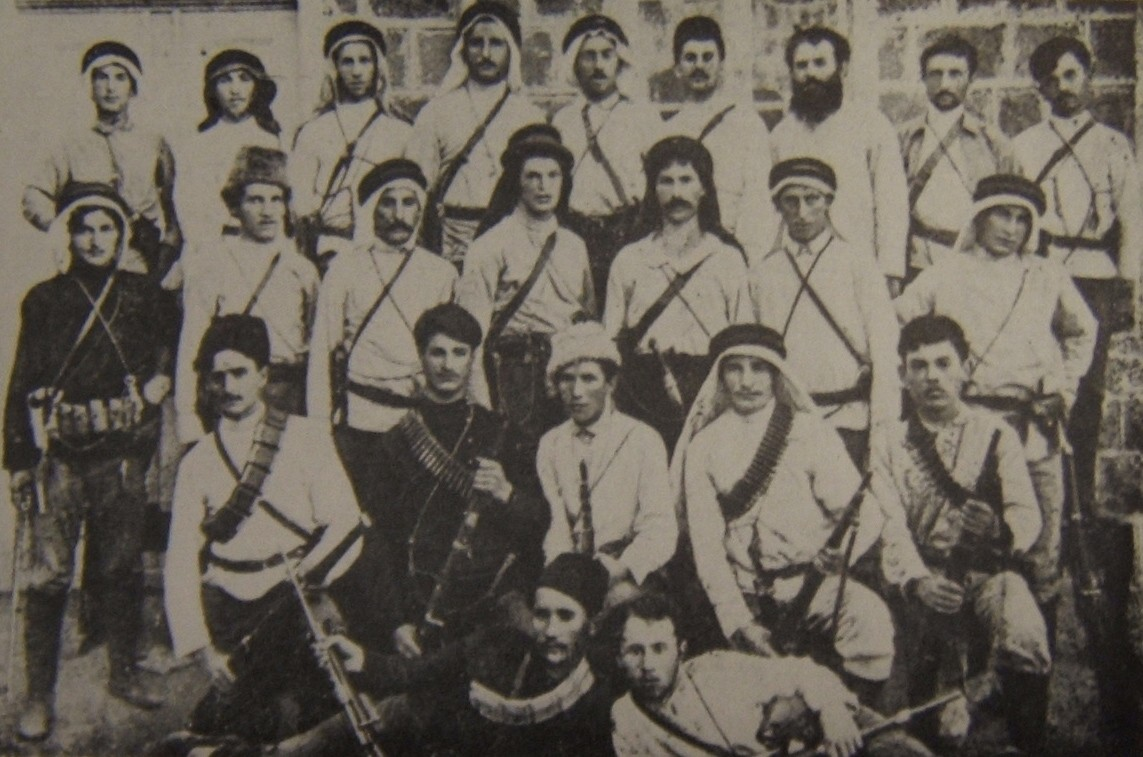
Члены Ха-Шомер

Ха-Шоме́р (ивр. הַשּׁוֹמֵר‎, `страж`) — одна из первых военизированных еврейских организаций в Палестине. Состояла из небольших отрядов самообороны.
«Ха-Шомер» была создана на базе основанной в 1907 году организации Бар-Гиора. Среди основателей Бар-Гиоры, наряду с И. Шохатом, были М. Португали, И. Бен-Цви, А.Зайд, И. Гилади. Возглавлял организацию комитет из трёх человек, в который входили Шохат, Португали и Гилади.
Организация была основана в 1909 году переселенцами из Восточной Европы, многие из которых участвовали в России в еврейской самообороне и в подпольных революционных движениях.
Большинство членов «Ха-Шомера» были членами или сторонниками социал-демократической «Поалей Цион». Это сильно сказалось в последующем на военной организации «Хагана», в которую вошли многие члены организации «Ха-Шомер».
Практика охраны еврейских поселений наёмными стражами из бедуинов, черкесов, господствовавшая до создания Ха-Шомер, постепенно сошла на нет. Хотя она и имела свои преимущества, но в ряде случаев носила элементы обыкновенного рэкета.
Деятельность «Ха-Шомера» привела к переходу в течение короткого времени защиты еврейских поселений в руки евреев. В 1914 году в организации «Ха-Шомер» состояло около 40 человек и было 50-60 временных помощников, всего «Ха-Шомер» был способен мобилизовать на тот момент до 300 человек.
С начала Первой мировой войны «Ха-Шомер» был вынужден уйти в подполье, а его руководители были депортированы турецкой администрацией в Анатолию.